# Делеглис (станция метро)
«Делегли́с» (англ. De L'Église, фр. De L'Église) — станция Монреальского метрополитена на Зелёной линии. Между станциями «Верден» и «Ласаль». Обслуживается Монреальской транспортной корпорацией. Расположена в боро Верден. Открыта 3 сентября 1978 года.

## История
«Делеглис» — двухуровневая платформенная станция глубокого заложения. Первоначальный проект был разработан Жаном-Морисом Дюбе и представлял собой стандартную станцию с боковыми платформами. Однако во время строительства пришлось изменить проект и уменьшить ширину станции из-за хрупкости местного глинистого сланца Ютика. Новый проект архитектурного бюро Лемэ и Ледюк был представлен в виде двух однонаправленных платформ, расположенных одна над другой. Верхняя платформа залегает на уровне 19,8 метров и обслуживает движение в направлении станции Оноре-Бугран. Нижняя платформа находится на уровне 25,6 метров и обслуживает движение в направлении станции Ангриньон. Двери электричек в обоих направлениях открываются с левой стороны, а не с правой, как на всех других станциях линии. На платформу ведут два входа/выхода: один в центре, другой на западном конце станции; каждый из них связан со своим вестибюлем.
Станция украшена серией художественных кругов из керамической плитки на нижних уровнях и бетонных барельефов на верхних уровнях работы Клода Теберже и Антуана Д. Ламарша.
Название станции ведёт происхождение от улицы Делеглис (фр. Rue de l'Église), или Церковной улицы. Впервые на карте эта улица была обозначена в 1834 году. Современное название она получила в 1879 году из-за церкви Нотр-Дам-де-Сеп-Дулёр (Богоматери Семи Скорбей), которая ныне находится рядом со станцией метро. В микрорайоне Кот-Сен-Поль улицу продолжает проспект Делеглис, названный так из-за местной церкви Святого Павла.

## Рядом
Рядом со станцией располагаются офис организации Канадское здравоохранение и социальное обеспечение, Городской центр социального обеспечения в боро Сюд-Уэст, Клинический центр Вердена, аудиториум Вердена, парк Артюр-Террьян, Министерство здравоохранения Канады, церковь Нотр-Дам-де-Сеп-Дулёр, школа Нотр-Дам-де-Сеп-Дулёр.

## Транспорт
Маршруты STM:  (регулярные) 12 «Иль-де-Сёр», 37 «Жоликёр», 58 «Веллингтон», 61 «Веллингтон»; (ночные) 350 «Верден / Ла-Саль».